# Heliocypha
Heliocypha är ett släkte av trollsländor. Heliocypha ingår i familjen Chlorocyphidae.
Kladogram enligt Catalogue of Life:
| Heliocypha | \| \| Heliocypha angusta \| \| \| \| \| \| Heliocypha biforata \| \| \| \| \| \| Heliocypha biseriata \| \| \| \| \| \| Heliocypha bisignata \| \| \| \| \| \| Heliocypha fenestrata \| \| \| \| \| \| Heliocypha huai \| \| \| \| \| \| Heliocypha mariae \| \| \| \| \| \| Heliocypha nubecula \| \| \| \| \| \| Heliocypha perforata \| \| \| \| \| \| Heliocypha yunnanensis \| \| \| \| |
|            | \| \| Heliocypha angusta \| \| \| \| \| \| Heliocypha biforata \| \| \| \| \| \| Heliocypha biseriata \| \| \| \| \| \| Heliocypha bisignata \| \| \| \| \| \| Heliocypha fenestrata \| \| \| \| \| \| Heliocypha huai \| \| \| \| \| \| Heliocypha mariae \| \| \| \| \| \| Heliocypha nubecula \| \| \| \| \| \| Heliocypha perforata \| \| \| \| \| \| Heliocypha yunnanensis \| \| \| \| |
|            | Africocypha |
|            | |
|            | Aristocypha |
|            | |
|            | Calocypha |
|            | |
|            | Chlorocypha |
|            | |
|            | Cyrano |
|            | |
|            | Disparocypha |
|            | |
|            | Heterocypha |
|            | |
|            | Indocypha |
|            | |
|            | Libellago |
|            | |
|            | Melanocypha |
|            | |
|            | Pachycypha |
|            | |
|            | Paracypha |
|            | |
|            | Platycypha |
|            | |
|            | Rhinocypha |
|            | |
|            | Rhinoneura |
|            | |
|            | Sclerocypha |
|            | |
|            | Sundacypha |
|            | |
|            | Watuwila |
|            | |
|            | Heliocypha angusta |
|            | |
|            | Heliocypha biforata |
|            | |
|            | Heliocypha biseriata |
|            | |
|            | Heliocypha bisignata |
|            | |
|            | Heliocypha fenestrata |
|            | |
|            | Heliocypha huai |
|            | |
|            | Heliocypha mariae |
|            | |
|            | Heliocypha nubecula |
|            | |
|            | Heliocypha perforata |
|            | |
|            | Heliocypha yunnanensis |
|            | |

|  | Heliocypha angusta     |
|  |                        |
|  | Heliocypha biforata    |
|  |                        |
|  | Heliocypha biseriata   |
|  |                        |
|  | Heliocypha bisignata   |
|  |                        |
|  | Heliocypha fenestrata  |
|  |                        |
|  | Heliocypha huai        |
|  |                        |
|  | Heliocypha mariae      |
|  |                        |
|  | Heliocypha nubecula    |
|  |                        |
|  | Heliocypha perforata   |
|  |                        |
|  | Heliocypha yunnanensis |
|  |                        |